# ウラジーミル・メニショフ
ウラジーミル・ヴァレンチノヴィチ・メニショフ（Влади́мир Валенти́нович Меньшо́в、1939年9月17日 - 2021年7月5日）は、ロシアの映画監督・俳優。

## 来歴
アゼルバイジャン・ソビエト社会主義共和国のバクーに生まれ、全ロシア映画大学で映画を学んだ。監督をつとめた1979年の映画『モスクワは涙を信じない』は、アメリカ合衆国の第53回アカデミー賞で外国語映画賞を受賞した。

## フィルモグラフィ
- 『港の犬ドン』 - Солёный пёс （1973年、出演）
- 『モスクワは涙を信じない』 - Москва слезам не верит （1979年、監督）
- 『ゼロシティ』 - Город Зеро （1988年、出演）
- 『UFO少年アブドラジャン』 - Абдулладжан, или Посвящается Стивену Спилбергу （1991年、出演）
- 『レッド・モブ 地獄からの奪還』 - Чтобы выжить （1992年、出演）
- 『ナイト・ウォッチ/NOCHNOI DOZOR』 - Ночно́й Дозо́р （2004年、出演）
- 『デイ・ウォッチ』 - Дневно́й Дозо́р （2005年、出演）
- 『ステルスX』 - 07-й меняет курс （2007年、出演）
- 『アルマゲドン・コード』 - Код Апокалипсиса （2007年、出演）
- 『エターナル 奇蹟の出会い』 - Выкрутасы （2011年、出演）
- 『メビウス』 - Möbius （2013年、出演）
- 『エカテリーナ』 - (2014年、アレクセイ・ベストゥージェフ伯爵役で出演)